# Cantone di Anzin
Il Cantone di Anzin è una divisione amministrativa dell'arrondissement di Valenciennes.
A seguito della riforma approvata con decreto del 17 febbraio 2014, che ha avuto attuazione dopo le elezioni dipartimentali del 2015, è passato da 4 a 6 comuni.

## Composizione
I 4 comuni facenti parte prima della riforma del 2014 erano:
- Anzin
- Beuvrages
- Bruay-sur-l'Escaut
- Saint-Saulve

Dal 2015 i comuni appartenenti al cantone sono i seguenti 6:
- Anzin
- Beuvrages
- Bruay-sur-l'Escaut
- Escautpont
- Fresnes-sur-Escaut
- Onnaing